# Club van Elf
De Club van Elf is een vereniging, in de jaren zeventig opgericht, waarvan inmiddels 24 grote dagattractiebedrijven in Nederland lid zijn. De vereniging richt zich op het verbeteren van de kwaliteit van dagtoerisme binnen Nederland door onderlinge samenwerking en overleg.

## Leden
- Apenheul - Apeldoorn
- Artis - Amsterdam
- Burgers' Zoo - Arnhem
- Diergaarde Blijdorp - Rotterdam
- Duinrell - Wassenaar
- De Efteling - Kaatsheuvel
- Heineken Experience - Amsterdam
- Van Gogh Museum - Amsterdam
- GaiaZOO - Kerkrade
- Avonturenpark Hellendoorn - Hellendoorn
- Keukenhof - Lisse
- Madurodam - Den Haag
- Madame Tussauds - Amsterdam
- Nederlands Openluchtmuseum - Arnhem
- Ouwehands Dierenpark - Rhenen
- Nationaal Museum Paleis het Loo - Apeldoorn
- Rijksmuseum - Amsterdam
- Attractiepark Slagharen - Slagharen
- Stromma Nederland - Amsterdam (voorheen Canal Company)
- Het Scheepvaartmuseum - Amsterdam
- Spoorwegmuseum - Utrecht
- Attractiepark Toverland - Sevenum
- Walibi Holland - Biddinghuizen
- Wildlands Adventure Zoo Emmen - Emmen